# Knut Stensholm
Knut Ragnar Stensholm (6 de abril de 1954-15 de julio de 2010) fue un batería noruego, miembro de la banda como Sambandet de 1978 hasta la desaparición de la banda en 1987. Entre otras cosas, contribuyó al mayor éxito de la banda, el disco de 1984 Levva Livet. También tocó en la banda Valley Boys junto a Hans Rotmo. Murió en julio de 2010 después de una larga enfermedad.